# Septocrinidae
Famille
Les Septocrinidae sont une famille de comatules.

## Description et caractéristiques
Cette famille ne comporte que quatre espèces actuelles connues ; ce sont des crinoïdes fixes.
Le calice est conique, fait de cinq plaques basales et cinq radiales, de hauteur équivalente. On observe une synostosie entre les primabrachiaux 1 et 2, qui couvrent incomplètement le tegmen. Ces crinoïdes ont dix bras, divisés à hauteur du second primabrachial. Les premières pinnules sont sur les brachiales 6 à 12, généralement 10. Les pinnules sont de section semi-circulaire, sans plaques latérales. Les ambulacres portent de gros spicules en bâtons.

## Liste des genres
Selon World Register of Marine Species (17 juin 2014) :
- genre Rouxicrinus Mironov & Pawson, 2008
  - Rouxicrinus vestitus Mironov & Pawson, 2008
- genre Septocrinus Mironov, 2000
  - Septocrinus disjunctus Mironov, 2000
- genre Zeuctocrinus AM Clark, 1973
  - Zeuctocrinus gisleni AM Clark, 1973
  - Zeuctocrinus spiculifer Mironov, 2000